# وديع البستاني
وديع فارس عيد البستاني، ولد في قرية الدبية (قضاء الشوف - لبنان)، وتوفي عام 1954م. عاش في لبنان و اليمن ومصر وبريطانيا والهند وفلسطين.

## مسيرة حياته
ولد وديع البستاني في عام 1886 في بلدة الدبية في لبنان. وهذه البلدة معقل الأسرة التي أنجبت كوكبة من كبار رجال عصر النهضة، تعود أصول هذه العائلة إلى اللاذقية في سوريا، وتلقى ثقافته الأولى في بلدته وعلى أيدي آل البستاني الذي يُعَدُّون معاهد علمية ولغوية وتراثية بحد ذاتهم. ثم تابع التحصيل في الجامعة الأمريكية قي بيروت. وتخرج عام 1907 بإجازة في العلوم والآداب.
لكن أمثال هؤلاء الرجال ذوي المواهب الخاصة والملكات المتفجرة منذ الطفولة لا تخفى معالمهم ولا تتوارى قاماتهم العلمية. فعهدت إليه الجامعة الأمريكية نفسها بتدريس اللغتين العربية والفرنسية فيها بعد تخرجه ومارس مهنة التدريس في الجامعة سنتين.
في عام 1909 استقال من الجامعة ليتولى منصب أمين الترجمة في القنصلية البريطانية في مدينة الحُدَيْدَةِ في اليمن. وقد أظهر كفاءة مثيرة في فهم اللغات الإنكليزية والفرنسية إضافة إلى إبحاره العميق في خضم اللسان العربي أسوة بشعار أسرته.
في عام 1911 سافر إلى لندن بإجازة. لكنه قضاها في المكتبات في مدن بريطانيا. وتعرف إلى آثار عمر الخيام، وقرأ كل ما يتعلق به ثم ترجم لـه الرباعيات الشهيرة شعراً إلى العربية. بعد أن فرز الصحيح من المنحول منها. وترجم الترجمة الإنكليزية التي قام بها فتزجرلد. عام 1912 سافر إلى الهند ليقيم في ربوعها عامين. وتعرف إلى طاغور وأقام بضيافته، وترجم لـه جانباً من شعره إلى العربية.
في عام 1916 جاء إلى القاهرة فعمل سنة واحدة في وزارة الداخلية. وفي عام 1917 رحل إلى فلسطين. وكان أول موظف مدني في حكومة فلسطين. وأقام في المدن الفلسطينية حتى عام 1930.
وفي فلسطين لم يستطع المضي في خدمة حكومة الانتداب البريطانية. لما عرفه واطلع عليه من المؤامرات. واستقال من الحكومة بعد ثلاث سنوات ليعمل في حقل المحاماة حتى عام 1930. وكان قد درس الحقوق في القدس خلال عمله مع حكومة الانتداب ونال إجازة في الحقوق.
في عام 1933 انتخب أميناً عاماً للوفد الفلسطيني الذي سافر إلى لندن للحيلولة دون إبرام المعاهدة الإنكليزية العربية. وبعد المؤتمر عاد لينتقل بين فلسطين ولبنان. وعندما وقعت كارثة احتلال فلسطين عام 1948 كان في مدينة حيفا. ليعود إلى بيروت عام 1953 بعد أن ترك في فلسطين بصمة نقية للعربي المناضل في سبيل وحدة أمته. وبعد أن كتب ديوانه: الفلسطينيات الذي أودعه وجعه العربي وهواجسه القومية في خمس وأربعين قصيدة.
وفي عام 1954 انتقل إلى جوار ربه. وكانت الحكومة اللبنانية قد أكرمته قبل مروته بعام واحد بوسام الاستحقاق المذهب.
ترجم وديع البستاني: لعمر الخيام عن الإنكليزية. وترجم مجموعة من شعر طاغور أسماها: البستان. وترجم بإيجاز الملحمة الهندية: الراميانة. وترجم عدداً من الآثار الهندية السنسكريتية. وترجم عن الفرنسية أربعة كتب. كما ترجم عن الإنكليزية كتاباً اسمه: خمسون عاماً في فلسطين. إلى جانب مؤلفاته الأدبية ومنها: رسالة في الألف والهمزة والياء. و: مجاني الشعر. و: ذكرى الفراق. وبلغت كتبه المترجمة والمؤلفة أربعة عشر كتاباً: إضافة إلى شعره.
وديع البستاني عربي اللغة والقلب والشعر والسلوك. وقد انعكس هذا الحس العروبي في الشعر الذي تركه كمرآة لوجدانه وطموحاته وتطلعه إلى طريق أمة عربية موحدة. يذكر لـه الدكتور ناصر الدين الأسد موقفاً من مواقفه القومية المشرفة. خلاصته أن الشاعر معروف الرصافي الذي كانت رؤيته العربية مضطربةً امتدح المندوب السامي البريطاني في فلسطين هربرت صموئيل عام 1921. حيث كان الرصافي أستاذاً في إحدى دور المعلمين الفلسطينية.

## كتاباته

### ترجمة لأعمال أدبية عدة من الأدب الهندي
- رابندرانات طاغور - مطبعة المعارف - مصر 1950.
- المهابهارته (الملحمة الهندية) - بيروت 1952.
- نالا ودامينتي - مجلس الهند للروابط الثقافية - 1966.
- رباعيات عمر الخيام - (من الشعر الفارسي).

### ترجمة لأعمال أدبية عدة عن الأدب الإنجليزي
- السعادة والسلام لجون لوبوك أفبري - مطبعة المعارف - مصر 1910.
- محاسن الطبيعة لجون لوبوك أفبري - مطبعة المعارف - مصر 1913.
- رباعيات الحرب (شعر) - 1916، ومسرات الحياة لجون لوبوك أفبري - مطبعة المعارف - مصر 1926.

### مؤلفات أخرى
- الانتداب الفلسطيني باطل ومحال - المطبعة الأمريكانية - بيروت 1936.
- خمسون عامًا في فلسطين - 1947.
- بطريركية أورشليم الأرثوذكسية (بحث تاريخي قانوني).
- نبذة تاريخية عن نجد أملاها الأمير ضاري بن فهيد الرشيد.[8]

### دواونيه
1. الفلسطينيات 1946.
2. مجاني الشعر.

## وصلات خارجية
- مقال في جريدة تشرين بعنوان وجوه لها تاريخ وديع البستاني (1886 ـ 1954)
- مقال في جردية السفير اللبنانية عن وديع البستاني